# Fréjairolles
Fréjairolles település Franciaországban, Tarn megyében. Lakosainak száma 1313 fő (2022. január 1.). Fréjairolles Albi, Bellegarde-Marsal, Cambon, Dénat, Fauch, Mouzieys-Teulet és Puygouzon községekkel határos.

## Népesség
A település népességének változása:
| Lakosok száma | 1314 | 1315 | 1361 | 1323 | 1326 | 1328 | 1334 | 1330 | 1313 |
|               | 2013 | 2015 | 2016 | 2017 | 2018 | 2019 | 2020 | 2021 | 2022 |